# 第55回日本レコード大賞
第55回日本レコード大賞（だい55かいにほんレコードたいしょう）は、2013年（平成25年）12月30日に新国立劇場にて発表音楽会が開催の55回目の『日本レコード大賞』である。

## 概要
第55回の大賞は、EXILEの「EXILE PRIDE 〜こんな世界を愛するため〜」に決定した。EXILEは3年ぶり4度目の大賞奪回。レコード大賞を返り咲き受賞したアーティストは五木ひろし、Mr.Childrenに続いて3組目。4度目の大賞を受賞したのは史上初。大賞受賞曲を発表したプレゼンターは総合司会の安住紳一郎。総合司会が大賞プレゼンターを務めたのは2007年の堺正章以来6年ぶり。しかし、受賞したタイミングがHIROの勇退と重なったことや、妻の上戸が司会であったことから、EXILEの受賞は過剰な忖度演出ではないかという疑惑も少なくない。
最優秀新人賞は新里宏太に決定した。プレゼンターは俳優の阿部寛（スペシャルドラマ「新参者 眠りの森」の番宣を兼ねての出演）、
最優秀歌唱賞は大月みやこにそれぞれ贈られた。
ナレーションはこれまで務めていた古野顕一に代わり、ジョン・カビラが務めることになった。
2013年（平成25年）度の日本レコード大賞は、1959年（昭和34年）の創設から数えて55回目の節目となる。例年通り発表音楽会を同年12月30日、新国立劇場にて執り行い、その模様はTBSテレビ（JNN系列）ならびにTBSラジオ（JRN）にて放送された。
同年11月21日、主催者（日本作曲家協会など）から今年度の各賞ノミネートおよび受賞者が発表された。
第2部（19:00 - 22:00）の視聴率は17.6%と前年より1.0ポイント上昇、放送日を12月30日に変更した2006年以降で、最も高い視聴率を記録した。

### 放送時間
テレビ放送　
- 18:30 - 22:00[1]（JNN28局ネット）。
ただし、一部系列局を除き、17:30 - 18:30に「もうすぐ第55回 輝く!日本レコード大賞」（全編ローカルセールス枠）も別途放送。
この回から、連動データ放送を実施。データ放送では今回各賞受賞作・受賞者の詳細を掲載。

ラジオ放送
- 18:30 - 22:00[1][4]（JRN系列10局ネット[注釈 2]）
ただし、IBC岩手放送・静岡放送・北陸放送・福井放送・琉球放送は19:00から、大分放送は19:20から飛び乗り。
同時ネット局はTBS R&C（制作キー局）、北海道放送、IBC岩手放送、ラジオ福島、静岡放送、CBCラジオ、北陸放送、福井放送、大分放送、琉球放送

テレビ・ラジオ共にJST。

## 司会
2013年12月2日付の各新聞及びTBS公式番組HPにて発表された 。
- 安住紳一郎（TBSアナウンサー）
- 上戸彩
- 枡田絵理奈（TBSアナウンサー）
- 吉田明世（TBSアナウンサー）

### ラジオ中継進行
- 駒田健吾[6]（TBSアナウンサー）

## 受賞作品・受賞者一覧

### 日本レコード大賞
- 「EXILE PRIDE 〜こんな世界を愛するため〜」
- 歌唱：EXILE
- 作詞：ATSUSHI / 作曲：Sean “PHEKOO” Phekoo / 編曲：POCHI
- プロデューサー：HIRO
- プロダクション：LDH
- レコード会社：エイベックス・エンタテインメント

### 最優秀歌唱賞
- 大月みやこ「いのちの海峡」

### 最優秀新人賞
- 新里宏太

### 優秀作品賞（大賞ノミネート作品）
- 「伊勢めぐり」（水森かおり）
- 「笑顔」（いきものがかり）
- 「EXILE PRIDE 〜こんな世界を愛するため〜」（EXILE）
- 「男の火祭り」（坂本冬美）
- 「恋音と雨空」（AAA）
- 「恋するフォーチュンクッキー」（AKB48）
- 「さよなら」（西野カナ）
- 「太陽の女神」（家入レオ）
- 「にんじゃりばんばん」（きゃりーぱみゅぱみゅ）
- 「満天の瞳」（氷川きよし）

### 新人賞（最優秀新人賞ノミネート）
- 新里宏太
- 福田こうへい
- 杜このみ
- Juice=Juice

### 最優秀アルバム賞
- 『LAND』（ゆず）

### 優秀アルバム賞
- 『sakanaction』（サカナクション）
- 『昭和の歌よ、ありがとう』（泉谷しげる）
- 『ジルデコ5』（JiLL-Decoy association）
- 『なんだこれくしょん』（きゃりーぱみゅぱみゅ）

### 作曲賞
- 大友良英「あまちゃん オープニングテーマ」、「潮騒のメモリー」（天野春子）
- Sachiko M「潮騒のメモリー」（同）

### 作詩賞
- 高木洋一郎「Distance」（JUJU）

### 編曲賞
- 萩田光雄「おんなの夜明け〜第一章〜」（竹川美子）

### 特別賞
- ゴールデンボンバー
- さだまさし
- TRF

### 企画賞
- 『祈り〜未来への歌声』 （海上自衛隊東京音楽隊/三宅由佳莉）- ユニバーサル ミュージック
- 「革命デュアリズム」 （水樹奈々×T.M.Revolution）- キングレコード
- 「Preserved Roses」（T.M.Revolution×水樹奈々）- EPICレコードジャパン（現：ソニー・ミュージックレーベルズ）
- 『Dialogue-Miki Imai Sings Yuming Classics-』（今井美樹） - ユニバーサル ミュージック
- 『TBS系日曜劇場「半沢直樹」オリジナル・サウンドトラック』（音楽：服部隆之） - Anchor Records
- 「ふるさとは今もかわらず シンフォニックVer./合唱Ver.」（新沼謙治＆杉並児童合唱団） - 日本コロムビア
- 「夢がさめて」（松田聖子[注釈 3]&クリス・ハート） - ユニバーサル ミュージック
- 『Heart Song』（クリス・ハート） - ユニバーサル ミュージック
- 『私のオキナワ』（島袋寛子） - エイベックス・エンタテインメント、SONIC GROOVE

### 功労賞
- ジェリー藤尾
- 新川二朗
- 中村典正

### 特別功労賞
- 相澤秀禎（サンミュージックプロダクション創業者）
- 石坂まさを（作詞・作曲家）
- 岩谷時子（詩人、作詞家）
- 島倉千代子（歌手）
- 田端義夫（歌手）
- 西川幸男（新栄プロダクション創業者）
- 藤圭子（歌手）

### 日本作曲家協会奨励賞
- 竹島宏

## ゲスト
- ふなっしー（千葉県船橋市非公認キャラクター）